# Bugsy Siegel
Pour les articles homonymes, voir Bugsy et Siegel.
Benjamin Hymen Siegelbaum (28 février 1906 à Brooklyn — 20 juin 1947 à Los Angeles) est un mafieux américain.
Bugsy Siegel fait partie de la Yiddish Connection. Décrit comme beau et charismatique, il est devenu l'un des premiers gangsters célèbres à faire les premières pages des journaux. Il est également un des pionniers du développement du Strip de Las Vegas. Siegel est non seulement influent au sein de la mafia juive mais, comme son ami et associé dans le gangstérisme Meyer Lansky, il a une influence significative au sein de la mafia américaine et du Syndicat national du crime juif et italien. Son surnom Bugsy (qu'il valait mieux ne pas prononcer devant lui), signifiant « le dingue », fait référence à son tempérament sanguin.
Bugsy Siegel est l'un des fondateurs et dirigeants de Murder, Inc. et devient bootlegger pendant la prohibition. Après l'adoption du vingt et unième amendement abrogeant l'interdiction de la consommation et de la vente d'alcool en 1933, il se tourne vers le jeu. En 1936, il quitte New York pour la Californie. Son rôle en tant que gangster (bien qu'il ait finalement dirigé ses propres opérations) est principalement celui d'homme de main et de tueur à gages, connu pour sa propension à la violence et à l'utilisation des armes à feu. En 1941, Siegel est jugé pour le meurtre du gangster Harry Greenberg deux ans plus tôt. Il est acquitté en 1942.
Bugsy Siegel s'intéresse à partir de 1945 à Las Vegas, au Nevada, où il finance et gère certains des tout premiers casinos. Il relaie ainsi l'investisseur du Flamingo Hôtel William R. Wilkerson après que celui-ci a manqué de fonds. Siegel boucle financièrement le projet et supervise les dernières étapes de la construction du Flamingo, qui ouvre le 26 décembre 1946. Mais l'établissement, qui n'est pas terminé, reçoit un mauvais accueil et il est rapidement fermé. Il rouvre en mars 1947, une fois l'hôtel terminé. Siegel n'a pas le temps d'en voir les fruits : trois mois plus tard, le 20 juin 1947, il est abattu au domicile de sa maîtresse Virginia Hill, à Beverly Hills, en Californie.

## Jeunes années
Benjamin Hymen Siegelbaum, né le 28 février 1906 à New York, grandit dans le quartier pauvre et multiethnique de Williamsburg à Brooklyn,,. Il est le deuxième d'une famille juive pauvre de cinq enfants. Sa famille a émigré de la région de Galicie, appartenant à l'époque à l'Empire austro-hongrois,,.
Ses parents Jennie (Riechenthal) et Max Siegel travaillent de manière constante pour de maigres salaires. Enfant, Siegel quitte l'école et rejoint un gang sur Lafayette Street dans le Lower East Side de Manhattan. Il commet différents vols jusqu'à sa rencontre avec Moe Sedway, avec qui il développe une activité de racket dans laquelle il menace d'incendier la marchandise des propriétaires de chariots s'ils ne leur paient pas un dollar,. À cette époque, Siegel a déjà un long casier judiciaire, incluant vol à main armée, viol et meurtre.

## Bugs and Meyer Mob
Durant son adolescence, il rencontre et se lie d'amitié avec Meyer Lansky. Ce dernier forme déjà une petite mafia dont les activités sont le jeu et le vol de voitures. Lansky, qui a déjà dirigé des activités illégales avec Charles Luciano (dit « Lucky »), comprend le besoin des jeunes juifs de Brooklyn de s'organiser comme les Italiens et les Irlandais. Il décide de créer un gang, et la première personne qu'il recrute est Siegel.

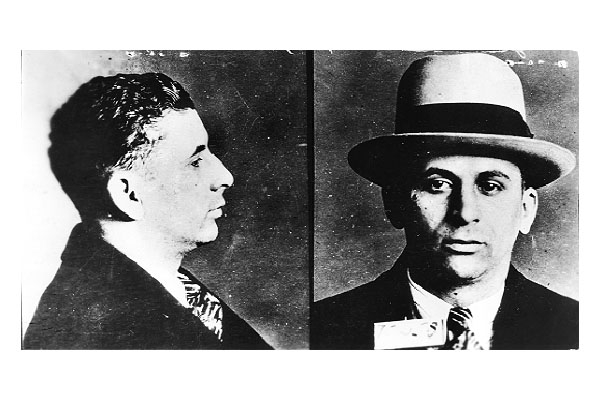
Photographie anthropométrique de Meyer Lansky.

Siegel s'engage dans le trafic d'alcool de contrebande dans plusieurs grandes métropoles de la côte Est. Il est aussi employé comme tueur pour la mafia, à qui Lansky loue ses services pour d'autres « familles ». À eux deux, ils forment la Bugs and Meyer Mob, impliqué dans plusieurs opérations de contrebande d'alcool à New York et dans le New Jersey pendant la Prohibition. La Mob préfigure ce que la Murder Incorporated fera près de dix ans plus tard. Le gang est très actif dans le détournement de cargaisons d'alcool des gangs rivaux. Elle est aussi responsable de l'assassinat et de l'élimination de plusieurs figures rivales du crime organisé. Bugsy Siegel est encore employé comme schlammer (briseur de grève), sauf quand les syndicats le paient davantage que les patrons.
Le gang compte de futures célébrités du crime organisé, comme Abner Zwillman dit « Longie », Louis Buchalter dit « Lepke », Dutch Schultz, mais aussi Jake, le frère de Lansky et Joseph Stacher dit « Doc », qui présentera Siegel aux biographes de Lansky comme intrépide et sauvant la vie de ses acolytes lors des opérations de contrebande. Il rapportera ainsi à Uri Dan que « Bugsy n'a jamais hésité lorsque le danger les menaçait. (...) Alors que nous essayions de déterminer quelle était la meilleure décision à prendre, Bugsy tirait déjà. En ce qui concerne l'action, il n'y avait personne de meilleur. Je n'ai jamais connu un homme ayant autant de cran. ». Siegel est aussi un ami d'enfance d'Al Capone. Lorsque Capone fait l'objet d'un mandat d'arrêt pour meurtre, Siegel l'autorise à se cacher chez une tante.
Siegel expérimente l'opium durant sa jeunesse et sera plus tard impliqué dans le trafic de drogue. À l'âge de 21 ans, il gagne déjà beaucoup d'argent et en fait étalage. Il est alors perçu comme un bel homme aux yeux bleus, charismatique et sympathique. Il achète un appartement au Waldorf Astoria et une maison de style Tudor à Scarsdale à New York. Il porte des vêtements flashy et participe à la vie nocturne new-yorkaise,.
Du 13 mai au 16 mai 1929, Lansky et Siegel assistent à la conférence d'Atlantic City, dans le New Jersey, où ils représentent la Bugs and Meyer Mob. Luciano et l'ancien parrain de l'Outfit de Chicago Johnny Torrio dirigent la conférence au Ritz-Carlton Hôtel. Lors de la conférence, les deux hommes discutent du futur du crime organisé et des futures structures des familles mafieuses. Siegel dit : « Les jeunes et les vieux ne se battront pas les uns contre les autres. »[réf. nécessaire]
La relation de Siegel et Meyer Lansky sera toujours particulière au sein du Syndicat du crime et on représente souvent leur association comme étant l'addition des muscles et de l'audace du premier, au cerveau et à la prudence du second.[réf. nécessaire]

## Murder Incorporated
À la fin des années 1920, Lansky et Siegel sont en relation avec Lucky Luciano et Frank Costello, futurs parrains de la famille Luciano. Siegel, Albert Anastasia, Vito Genovese et Joe Adonis sont les quatre hommes qui vont abattre le parrain de la mafia new-yorkaise d'alors, Joe Masseria, sur les ordres de Luciano, le 15 avril 1931, mettant ainsi fin à la guerre des Castellammarese,. Le 10 septembre de la même année, Luciano engage quatre hommes (Siegel en fait partie selon certaines sources,) du gang de Lansky-Siegel pour assassiner Salvatore Maranzano dans son bureau de New York, achevant l'ascension de Luciano au sommet de la mafia et marquant le début du crime organisé moderne.

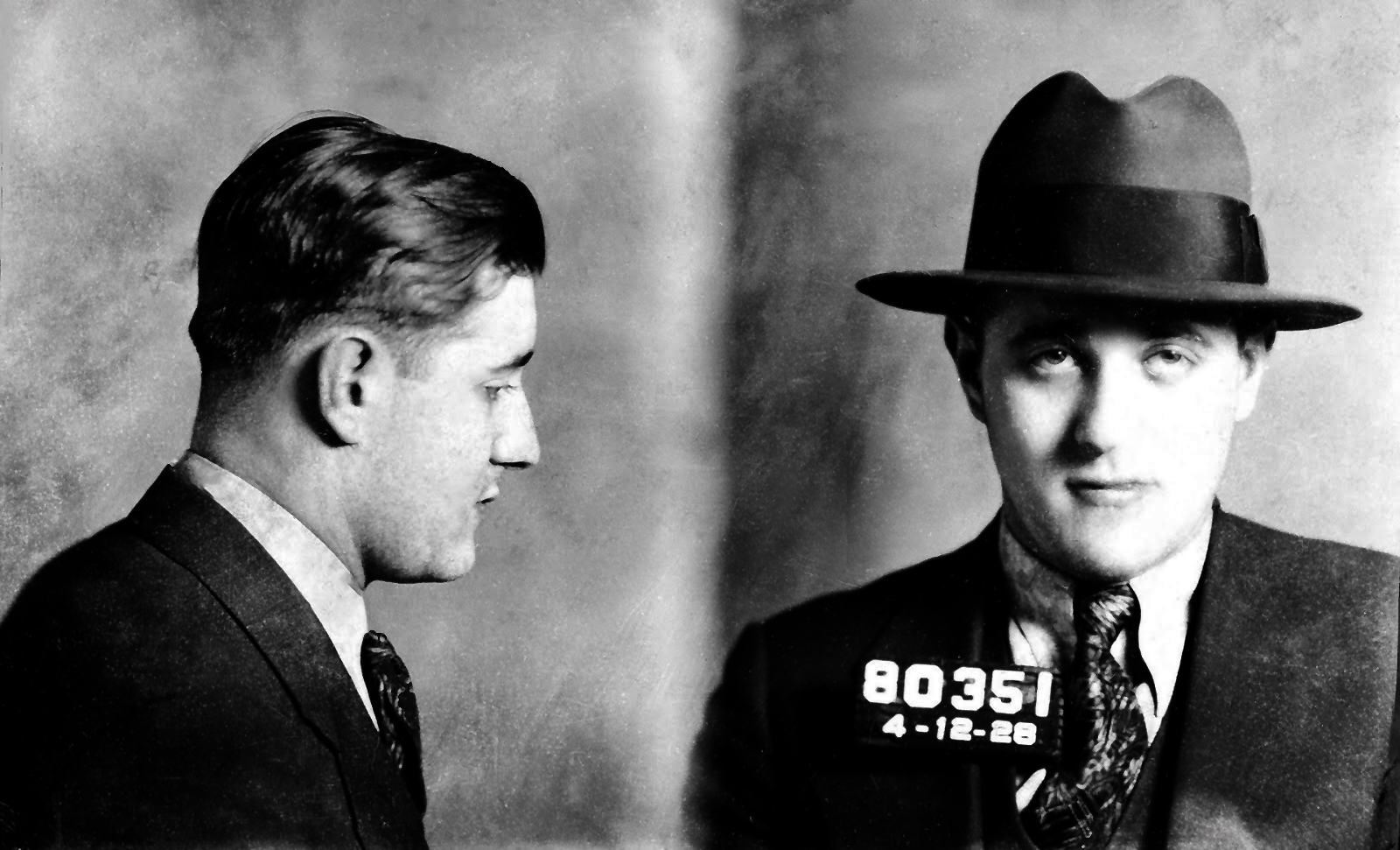
Photographie anthropométrique de Benjamin Siegel prise le 12 avril 1928 par la New-York Police Department.

En 1931, après la mort de Maranzano, Luciano et Lansky forment le Syndicat National du crime, organisation structurant la mafia américaine,. La Commission, structure de gouvernement de la mafia, est mise en place pour répartir le pouvoir des différentes familles sur leur territoire, afin d'éviter les conflits et les guerres de gang. Avec ses associés, Siegel forme alors la Murder Incorporated, la branche gérant les assassinats au sein du Syndicat. Siegel œuvre au sein de l'organisation comme tueur. Après que Siegel et Lansky l'ont quittée, la direction de Murder Inc. est cédée à Buchalter et Anastasia. La seule condamnation de Siegel inscrite à son casier judiciaire date du 28 février 1932, où il est arrêté pour jeux et vagabondage, et doit payer une amende de 100 $.

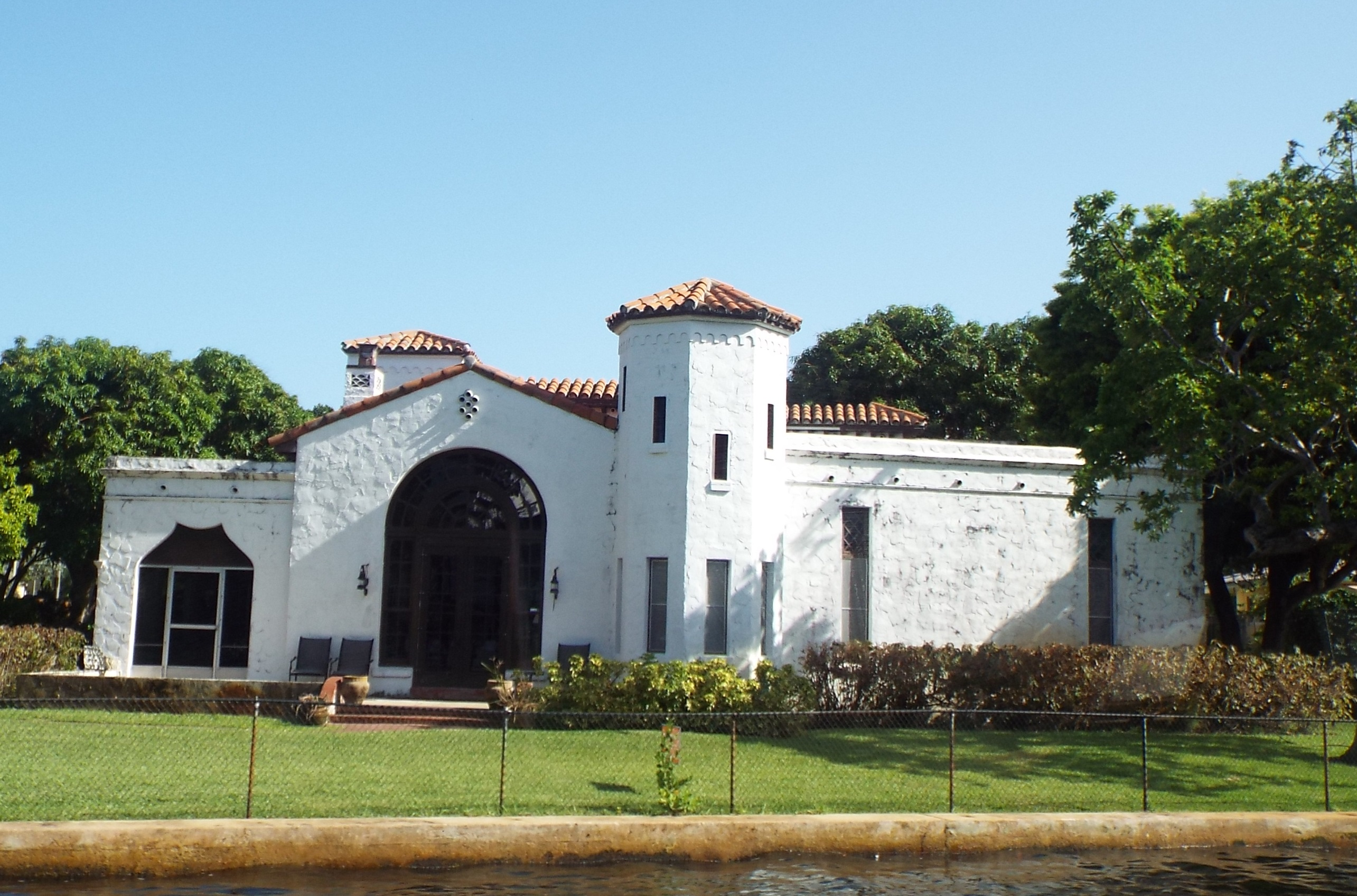
Domicile de Siegel à Fort Lauderdale en Floride en 1930.

Durant cette époque, Siegel a un désaccord avec les frères Fabrizzo, associés de Waxey Gordon. Gordon avait engagé les frères Fabrizzo depuis sa prison après que Lansky et Siegel l'ont dénoncé aux impôts pour fraude fiscale (Internal Revenue Services), ce qui aboutira à l'incarcération de Gordon en 1933. Les frères Fabrizzo tentent d'assassiner Siegel et Lansky, Siegel se met à leur recherche et tue deux d'entre eux. Le troisième, Tony Fabrizzo commence à écrire ses mémoires et les donne à son avocat. Un des chapitres les plus longs est la section qui concerne la brigade nationale de tueurs à gages dirigée par Siegel. La Mob découvre les plans de Fabrizzo avant qu'il ne les mette à exécution. En 1932, Siegel se fait enregistrer à l'hôpital et, plus tard dans la nuit, s'en échappe. Siegel et deux complices vont alors au domicile de Fabrizzo, l'attirent à l'extérieur en se faisant passer pour des policiers et l'abattent. Son entrée à l'hôpital n'est destinée qu'à fournir un alibi à Siegel. En 1935, Siegel contribue à l'alliance de Luciano avec Dutch Schultz. Il est suspecté d'avoir à la même époque assassiné des rivaux qui se livraient à des prêts usuraires, Louis « Pretty » Amberg et Joseph C. Amberg,.

## La Californie
Siegel apprend par ses associés qu'il est en danger. Son alibi de l'hôpital est mis en doute et ses ennemis veulent sa mort. À la fin des années 1930, la mafia de la côte est envoie donc Siegel en Californie. Depuis 1933, il a voyagé plusieurs fois sur la côte Ouest et en Californie, où sa mission est de développer le racket dans le domaine du jeu avec le parrain de la famille de Los Angeles, Jack Dragna. Une fois installé à Los Angeles, Siegel recrute le chef de gang Mickey Cohen comme lieutenant-chef. Connaissant la réputation de Siegel pour la violence et le soutien de Lansky et Luciano, qui lui envoie depuis sa prison le message selon lequel il est « dans ton intérêt de coopérer », Dragna accepte un rôle de subalterne. Siegel fait venir sa femme, Esta, et ses filles, Millicent et Barbara, en Californie. Dans sa déclaration de revenus, il affirme gagner sa vie grâce au jeu légal au Santa Anita Park près de Los Angeles. À Los Angeles, il prend le contrôle de nombreux rackets et utilise l'argent soutiré aux syndicats pour organiser le trafic de stupéfiants du Mexique vers les États-Unis, et développer le réseau de paris du Chicago Outfit,.
En 1942, les opérations du réseau de paris par câble génèrent quotidiennement 500 000 $. En 1946, du fait de différends avec Siegel, le Chicago Outfit prend le contrôle de la Continental Press et donne la commission du réseau des courses à Dragna, ce qui rend Siegel furieux,. Malgré ce conflit, Siegel contrôle plusieurs casinos offshore et un important réseau de prostitution. Il maintient aussi des relations avec des politiciens, hommes d'affaires, avocats, comptables et lobbyistes qui agissent pour lui.

### Hollywood

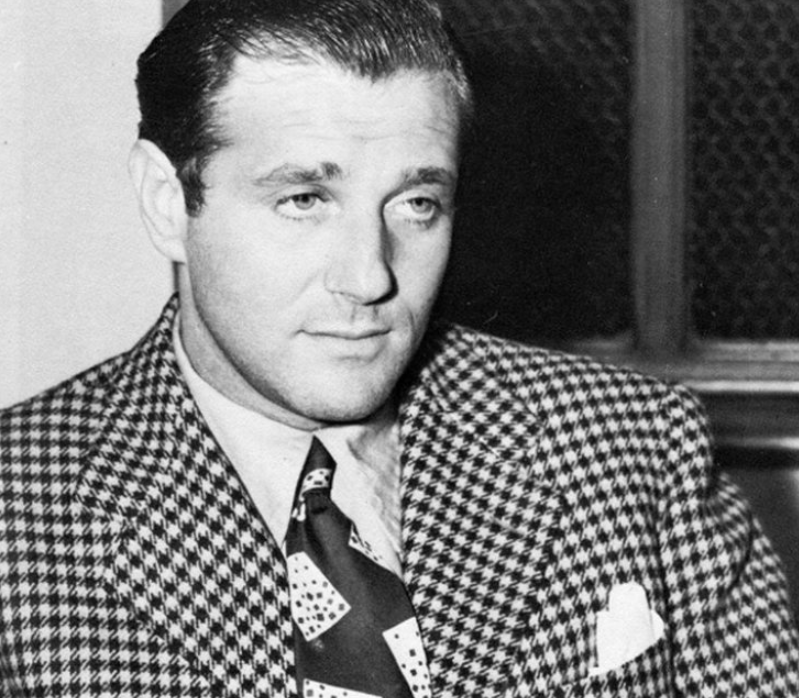
Bugsy Siegel à Las Vegas en 1940

À Hollywood, Siegel fréquente la haute société et se lie d'amitié avec des stars de cinéma. Il fréquente les acteurs George Raft, Clark Gable, Gary Cooper et Cary Grant aussi bien que les patrons de studio Louis B. Mayer ou Jack L. Warner. Il est l'ami de l'actrice Jean Harlow, cette dernière est la marraine de sa fille Millicent. Siegel acquiert une villa luxueuse à Beverly Hills, dans laquelle il offre de grandes fêtes coûteuses. Il est admiré par de jeunes étoiles montantes du spectacle comme Tony Curtis, Phil Silvers et Frank Sinatra.

### Vente de l'explosif Atomite à Mussolini
Siegel a plusieurs relations avec des actrices. Sa relation avec Dorothy DiFrasso, la femme d'un comte italien, le conduit en Italie en 1938, où il rencontre Benito Mussolini. Siegel tente de lui vendre un nouveau type de substance explosive qui explose sans bruits ou flash. Mussolini semble intéressé avec les forces de l'Axe pour l'acheter. Il rencontre également les chefs nazis Hermann Göring et Joseph Goebbels, qu'il dit avoir immédiatement détestés et se propose plus tard de les tuer,,. Il renonce à ses projets sur les arguments de la comtesse DiFrasso, inquiète pour lui. Mussolini avance 40 000 $ pour avoir l'exclusivité du produit. Mais Siegel, lors d'une démonstration en présence de Mussolini et de chefs nazi, incluant Joseph Goebbels et Hermann Göring, échoue à faire exploser le produit. En conséquence, Mussolini demande à être remboursé.

### Retour à Hollywood
À Hollywood, Siegel travaille avec les syndicats pour monter des rackets et met au point un plan pour racketter les studios de cinéma. Pour cela, il prend le contrôle des syndicats locaux (le Screen Extras Guild et le Los Angeles Teamsters) et lance des grèves pour forcer les studios à payer. Les grèves cessent lorsqu'ils l'ont fait et le travail reprend. Il emprunte également à des célébrités des sommes qu'il ne rembourse jamais, sachant pertinemment qu'elles n'oseront jamais réclamer leur argent,. Durant sa première année à Hollywood, il récupère ainsi plus de 400 000 $ de « prêts » auprès de ces stars.

### Meurtre de Greenberg et procès

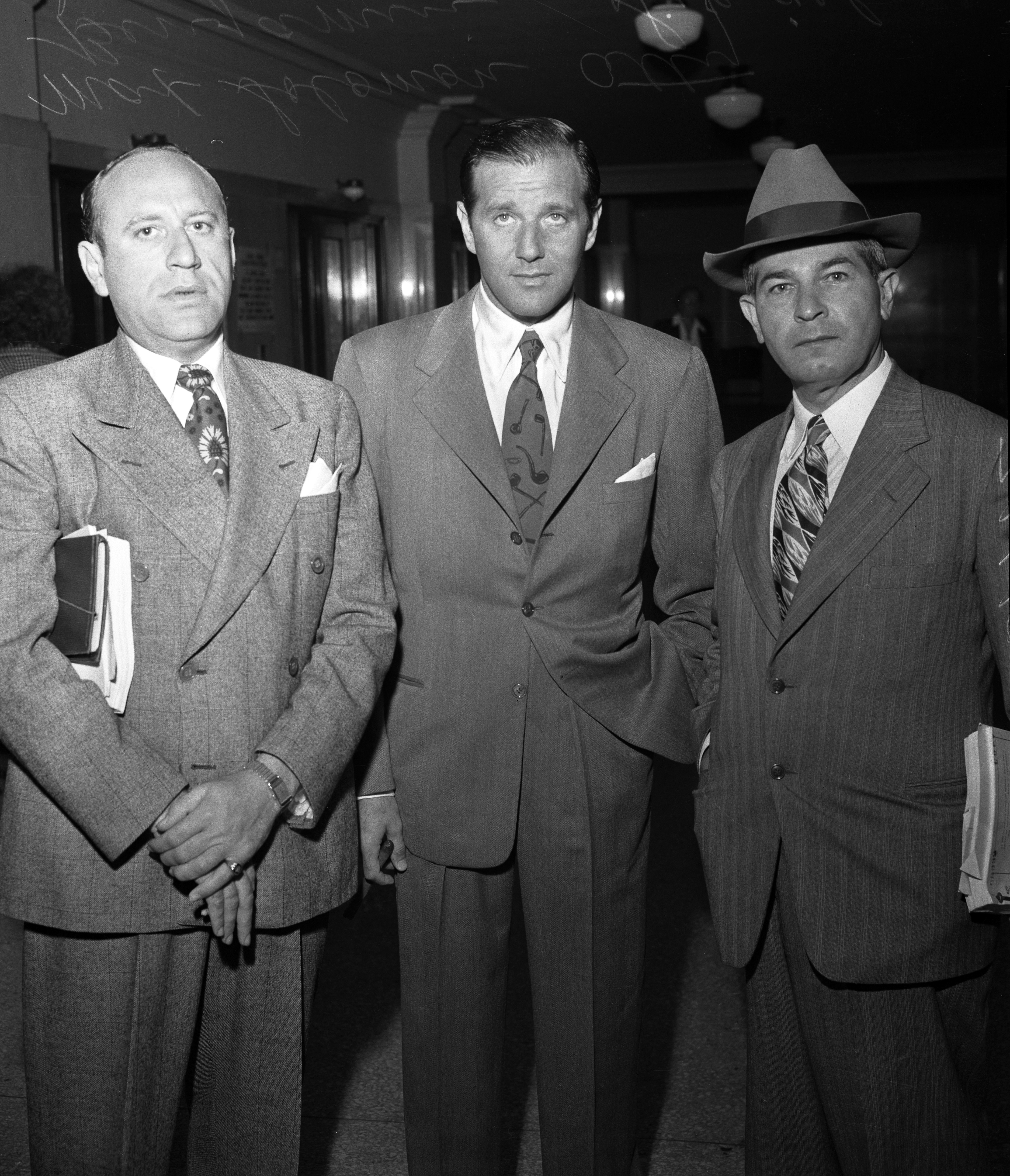
Bugsy Siegel et ses avocats Max Solomon et Isaac Pacht en 1944

Le 22 novembre 1939, Siegel, Whitey Krakower, Frankie Carbo et Albert Tannenbaum tuent Harry Greenberg dit « Big Grennie » à l'extérieur de son appartement : Greenberg avait menacé de devenir un indicateur et Louis Buchalter, patron de la Murder Incorporated, a ordonné son assassinat. Tannenbaum avoue le crime et accepte de témoigner contre Siegel. Siegel et Carbo sont mis en cause et, en septembre 1941, Siegel doit répondre de l'accusation de meurtre devant le tribunal. Krakower est assassiné avant la tenue du procès. Le procès de Siegel devient médiatique lorsque le public apprend qu'il bénéficie d'un traitement préférentiel en prison : il refuse les repas de la prison et est autorisé à y recevoir des femmes. Il est aussi autorisé à en sortir pour aller chez le dentiste,. Siegel engage l'avocat Jerry Giesler pour le défendre. Après la mort des deux témoins-clef, et le rejet du témoignage de Tannenbaum, il n'y a plus de charges permettant une condamnation et, en 1942, Siegel et Carbo sont acquittés pour manque de preuves.
La réputation de Siegel reste toutefois flétrie. Durant le procès, les journaux ont révélé son passé et son surnom de « Bugs » ou « Bugsy ». Il déteste ce nom (terme argotique signifiant insecte, pris au sens de « fou » et utilisé pour décrire un comportement erratique) et préfère être appelé « Ben » ou « Mr Siegel ».
Le 25 mai 1944, Siegel est arrêté pour bookmaking. George Raft et Mack Gray témoignent en sa faveur et à la fin de 1944, Siegel est une fois encore acquitté.

## Las Vegas

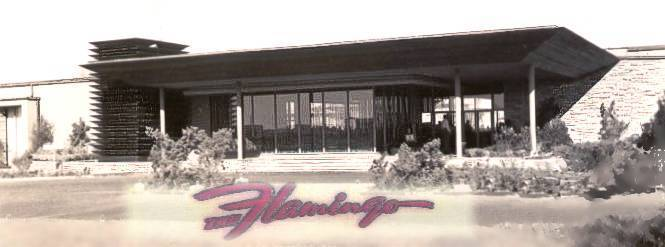
Hôtel Flamingo en 1946.

En 1945, Bugsy Siegel s'intéresse à Las Vegas, alors simple village perdu dans le désert du Nevada. Il cherche à refaire son image et à s'orienter vers des activités plus légales, en s'associant à William R. Wilkerson, propriétaire du Flamingo Hotel. Dans les années 1930, Siegel avait voyagé dans le sud du Nevada avec le lieutenant de Lansky, Moe Sedway, pour explorer le développement de potentielles opérations. Ils avaient décelé des opportunités, fournissant des services illicites aux équipes de construction du Boulder Dam. Lansky avait délégué le contrôle des opérations du Nevada à Siegel, qui l'avait lui-même délégué à Sedway en quittant le Nevada pour Hollywood,.
Vers le milieu des années 1940, Siegel se réintéresse au Nevada, tandis que ses lieutenants travaillent avec des politiques pour légaliser les jeux et les paris à Los Angeles. En mai 1946, il décide de mettre fin à l'accord avec Wilkerson pour contrôler directement le Flamingo. Dans cet hôtel, Siegel veut proposer jeu, meilleurs alcools et repas, plus grandes stars du spectacle et ce à des prix raisonnables : il estime que ces attractions n'attireront pas que les gros joueurs, mais aussi des milliers de vacanciers prêts à jouer 50$ ou 100$. Wilkerson est contraint de vendre toutes ses parts sous menace de mort et va se cacher à Paris pour un temps. À partir de ce moment, le Flamingo est géré par un syndicat.

### Les débuts de Las Vegas
Siegel se lance dans une frénésie dépensière. Il veut construire le meilleur bâtiment que l'argent puisse acheter, à cette période d'après-guerre caractérisée par la disette. Alors que les coûts explosent, ses chèques commencent à être refusés. En octobre 1946, les coûts de construction du Flamingo, initialement prévus pour 1 million $, dépassent les 4 millions $. En 1947, ils ont explosé à plus de 6 millions $ (soit l'équivalent de 60 millions $ de 2018). À la fin novembre 1946, les travaux sont presque terminés et Siegel tient à ouvrir le Flamingo pour Noël.
Selon les témoignages ultérieurs d'observateurs locaux, « les bouffées de folie de grandeur délirante » de Siegel seront le modèle de plusieurs générations de dirigeants de casino. Sa réputation d'homme violent n'aide en rien la situation. Après s'être vanté d'avoir tué personnellement, il voit le regard paniqué de l'investisseur principal, Del Webb, et tente de le rassurer : « Del, ne t'inquiète pas, nous nous tuons seulement entre nous ». D'autres associés font un portrait différent de Siegel. Pour eux, c'est certes un personnage entier, mais capable de sentiments charitables : il finance par exemple le fonds du lutte contre le cancer Damon Runyon. Lou Wierner Jr., l'avocat de Siegel à Las Vegas, le décrit comme « très aimé » et « bon avec les gens ».

### La défiance des parrains
Ses problèmes avec le réseau de l'Outfit de Chicago ne le poursuivent pas au Nevada et en Arizona, mais en Californie, Siegel refuse de rapporter ce business à l'organisation. Il annoncera à ses associés qu'il dirige lui-même le syndicat californien et qu'il remboursera les avances « en temps voulu ». En dépit de leur méfiance, les parrains se montrent patients envers lui, Siegel s'étant toujours montré un homme de parole.
Le Flamingo ouvre le 26 décembre 1946, alors que seuls le casino, le lounge, le théâtre et le restaurant sont terminés. Si des habitants de la région attendent l'ouverture, peu de célébrités y assistent, certaines venant de Los Angeles en voiture, malgré le mauvais temps : George Raft, June Haver, Vivian Blaine, Sonny Tufts, Brian Donlevy et Charles Coburn. Ils sont accueillis par le bruit du chantier en construction et pénètrent dans un hall d'entrée couvert par les bâches. L'air du désert chargé de sable fait en sorte que le système de climatisation tombe en panne régulièrement.
Les tables de jeu fonctionnent, mais les chambres luxueuses qui doivent servir à attirer la clientèle et l'inciter à rester pour jouer ne sont pas prêtes. Lorsqu'il apprend les pertes de la soirée, Siegel devient furieux et verbalement violent, expulsant au moins une famille. Au bout de deux semaines, les tables de jeu affichent une perte de 275 000 $ et le casino ferme à la fin janvier 1947.
Siegel obtient de ses associés une deuxième chance et fait tout pour que le Flamingo soit un succès en effectuant des travaux complémentaires et en tentant d'obtenir une bonne presse. Il engage pour cela le futur journaliste Hank Greenspun en tant que publiciste. L'hôtel rouvre ses portes le 1er mars 1947. Meyer Lansky a fait le voyage, et le Flamingo commence à dégager des bénéfices,.
Mais les chefs de la mafia, qui avaient continuellement dû avancer de nouveaux fonds, fatigués d'attendre leur remboursement, ont déjà décidé d'éliminer Siegel : une réunion des cadres de la mafia a lieu en 1946 à l'hôtel Nacional à La Havane à Cuba, c'est la conférence de La Havane. Luciano, pourtant exilé en Sicile, y assiste. À l'issue de la conférence, plusieurs décisions ont été prises, dont celle de mettre un contrat sur la tête de Siegel. Selon Stacher, même Lansky, à contrecœur, a dû accepter la décision.

## Mort

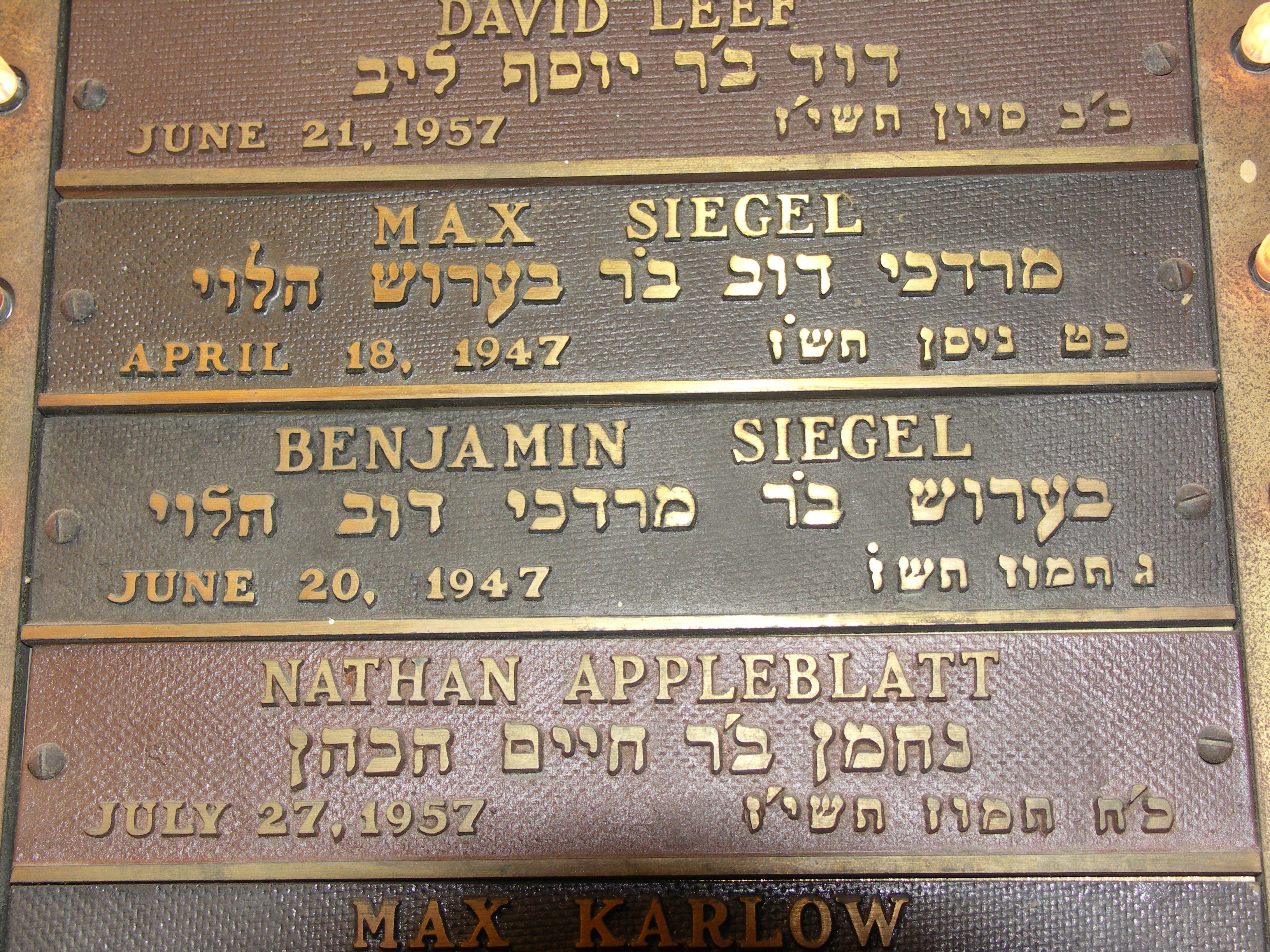
Plaque funéraire de Benjamin Siegel.

Dans la nuit du 20 juin 1947, Siegel est assis avec son associé Allen Smiley dans la maison de sa maîtresse, Virginia Hill, à Beverly Hills. Il lit le Los Angeles Times quand un assaillant inconnu fait feu à travers la fenêtre avec une carabine M1 de calibre 30. Siegel est touché par plusieurs balles, dont deux à la tête. Personne ne sera accusé de l'assassinat et le crime demeure officiellement non résolu,.
Une des théories sur la mort de Siegel est qu'elle est due à ses dépenses excessives concernant la construction du Flamingo et d'un possible détournement de fonds de la mafia au profit de sa maîtresse, Virginia Hill, sur un compte numéroté en Suisse,.
Une autre théorie est qu'il aurait été abattu de manière préventive par Mathew Pandza dit « Moose », l'amant de la femme de Sedway, Bee, qui serait allé le voir pour le prévenir que Siegel menaçait de tuer son mari. Selon cette version, Siegel aurait en effet été de plus en plus mécontent du contrôle que Sedway exerçait sur ses finances, à la demande expresse de la mafia.
L'ancien parrain de la famille de Philadelphie, Ralph Natale affirme pour sa part que Carbo serait l'assassin de Siegel à la demande de Lansky.
Bien que certaines descriptions expliquent que l'on a tiré dans l'œil de Siegel, il a en fait été frappé par deux tirs sur le côté droit de la tête. La scène de crime et les photographies post-mortem montrent qu'un tir a pénétré par la joue droite et est sorti du côté gauche de son cou, et que l'autre tir a touché le côté droit de son nez puis est entré dans le cratère orbital droit. La pression exercée par la balle à travers le crâne de Siegel a éjecté l'œil gauche de son orbite. Le rapport du médecin légiste de Los Angeles (#37448) indique que la cause de la mort est une hémorragie cérébrale. Son certificat de décès (enregistrement #816192) affirme que la mort résulte d'un homicide causé par « des blessures par armes à feu au niveau de la tête ».
Bien que le tir n'ait pas exactement atteint l'œil de Siegel (le globe oculaire aurait été détruit), l'assassinat par balle dans l'œil devient célèbre dans la tradition mafieuse et dans les films. À tel point qu'on appelle ce coup le « Moe Green Special », d'après le personnage de Moe Greene inspiré par Siegel, et du fait qu'il est assassiné de la même manière dans Le Parrain. Siegel est quant à lui atteint par d'autres tirs, certains perforant ses poumons. Selon Florabel Muir : « Quatre des neuf tirs tirés cette nuit ont détruit une statue de marbre blanc de Bacchus sur un grand piano et se sont logées dans le mur du fond. »
Le lendemain de la mort de Siegel, le Los Angeles Herald-Express montre en première page une photographie provenant de la morgue, exhibant le pied droit nu de Siegel avec une étiquette à l'orteil. Des photographies de son corps sans vie sont publiées dans des journaux à travers tout le pays. Bien que le meurtre de Siegel ait eu lieu à Berverly Hills, sa mort a propulsé Las Vegas sous les projecteurs nationaux. Le lendemain du meurtre de Siegel, David Berman et ses associés à Las Vegas, Sedway et Gus Greenbaum, entrent dans le Flamingo et reprennent l'exploitation de l'hôtel et du casino.

## Vie privée
Le 28 janvier 1929, Siegel se marie avec Esta Krakower, son amour d'enfance. Ensemble, ils ont deux filles, Millicent (née le 14 janvier 1931, décédée le 17 novembre 2017 — plus tard Millicent Rosen) et Barbara (née en 1936, décédée le 30 novembre 2018 — plus tard Barbara Saperstein).
Siegel a une réputation d'homme à femmes et il multiplie les maîtresses. Son mariage prend fin en 1946, la raison de son divorce pouvant être la relation qu'il entretient avec Virginia Hill. Esta déménage avec leurs filles adolescentes à New York. À la suite du divorce, il vit en concubinage avec Virginia Hill.
Millicent, sa fille aînée, mariée avec Jack Rosen, fils du mafieux Morris Rosen, a tenté sur la fin de sa vie de réhabiliter l'image de son père, en travaillant avec le Mob Museum de Las Vegas. Elle fait valoir que son père était un visionnaire, car il a fondé le Las Vegas moderne.

## Mémoire

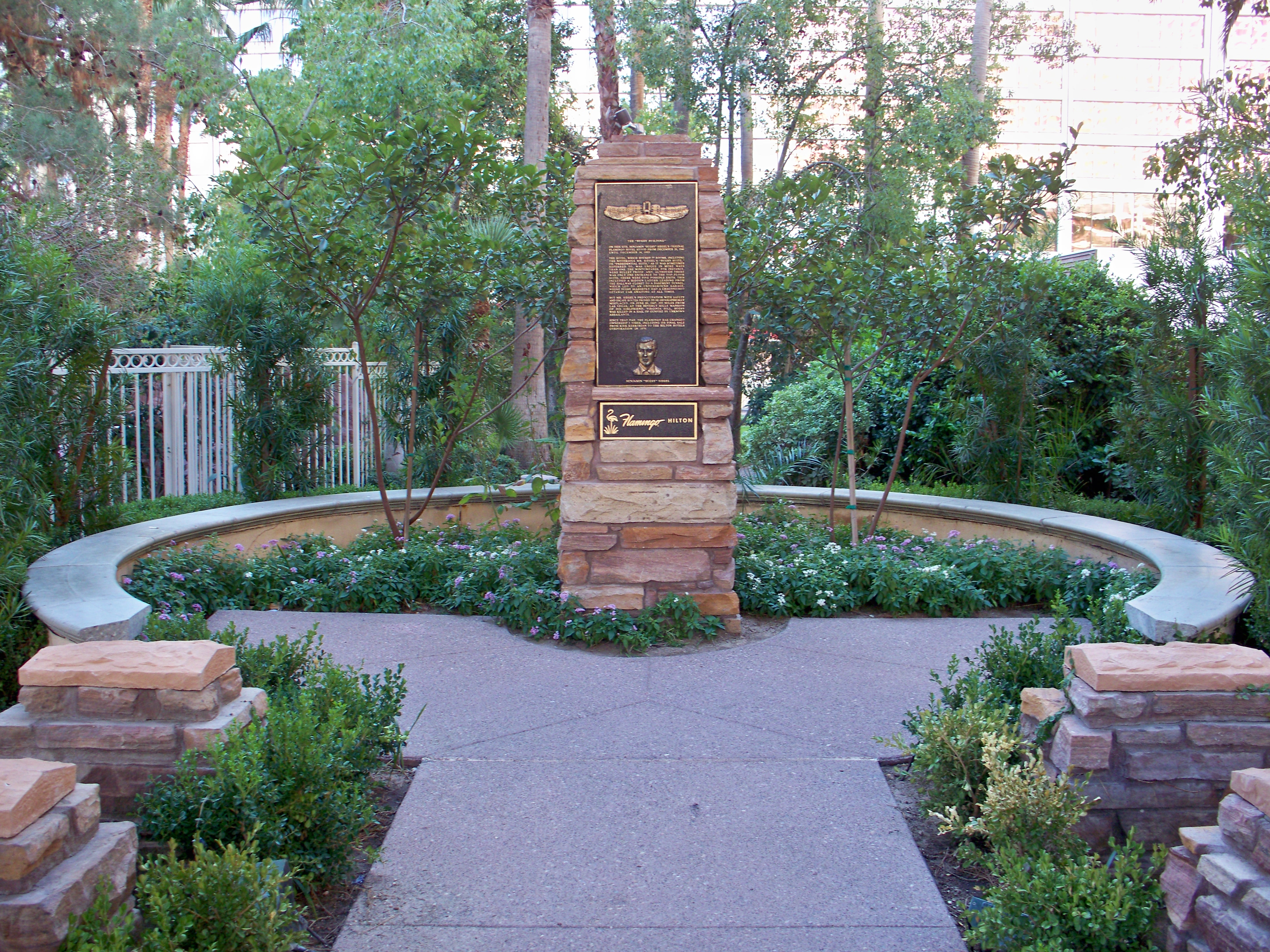
Mémorial de Bugsy Siegel situé au Flamingo entre la piscine et la chapelle de mariage à Las Vegas au Nevada

Dans la synagogue Bialystoker du Lower East Side de New York, Ben Siegel est commémoré par une plaque Yahrzeit (« anniversaire du départ d'une âme ») indiquant la date de son décès, afin que les personnes en deuil puissent dire le kaddish pour cet anniversaire. La plaque de Siegel est au-dessous de celle de Max Siegel, son père, décédé deux mois seulement avant son fils. Sur la propriété du Flamingo à Las Vegas, entre la piscine et la chapelle de mariage, se trouve une plaque commémorative dédiée à Siegel. Il est enterré au Hollywood Forever Cemetery à Hollywood, en Californie.

## Dans la culture populaire

### Littérature

#### Romans
- Tim Powers, Poker d'âmes, 1993.
- James Lee Burke, « Comment Bugsy Siegel est devenu un ami à moi », dans le recueil Jésus prend la mer (traduction française aux éditions Payot & Rivages, 2010). Burke fait aussi référence à Siegel dans son roman L'Emblème du croisé, 2009.
- James Ellroy, Perfidia, 2015.

#### Bande dessinée
- Ben Siegel est l'un des personnages secondaires récurrents de la bande dessinée De silence et de sang (François Corteggiani, Marc Malès et Jean-Yves Mitton, éditions Glénat, 10 tomes).
- Ben Siegel est mentionné dans le premier tome de la série Arcane majeur de Jean-Pierre Pécau.
- Il est aussi mentionné dans l'album Woogee, La Cité des anges, act 2 de Benn, éditions Dargaud
- Il l'est aussi dans l'album Dans la paume du diable de Mathieu Mariolle et Kyko Duarte, éditions Glénat.
- Dans les tomes 7 et 8 de la série Pin-Up, publiée chez Dargaud, Ben Siegel est mentionné ainsi que sa fille Millicent (ces numéros constituent, avec le 9, le Cycle de Las Vegas).

### Filmographie

#### Cinéma
- 1972 : Ben Siegel a inspiré le personnage de Moe Greene dans Le Parrain de Francis Ford Coppola.
- 1984 : James Woods interprète le rôle de Max Bercovicz, inspiré de Bugsy Siegel, dans Il était une fois en Amérique de Sergio Leone.
- 1991 : Warren Beatty interprète Ben Siegel dans Bugsy de Barry Levinson.
- 1991 : Richard Grieco joue le rôle de Ben Siegel dans Les Indomptés réalisé par Michael Karbelnikoff.
- 1991 : Armand Assante interprète Ben Siegel dans La Chanteuse et le Milliardaire de Jerry Rees.
- 2021 : David Cade interprète Ben Siegel dans Lansky de Eytan Rockaway.

#### Télévision
- En 2013, Edward Burns interprète son rôle dans la série de Frank Darabont, Mob City. Dans cette série, le gangster est abattu par un policier ripou qu'il faisait chanter.
- En 2014, Michael Zegen joue le rôle du jeune Ben Siegel dans la série HBO : Boardwalk Empire.
- En 2020, Jonathan Sadowski joue le rôle dans un épisode de la saison 5 de Legends of Tomorrow.

### Jeux vidéo
- Le personnage de Benny, présent dans le jeu Fallout: New Vegas, est inspiré de Ben Siegel.
- Ben Siegel apparaît sous son nom dans le jeu L.A. Noire.

### Chanson
- Tom Waits lui consacre une chanson, parue en 1980 sur son album Heartattack and Vine.
- Snoop Dogg fait référence à Ben Siegel et à sa participation à l'essor de Las Vegas, dans la chanson 2 of Amerika's Most Wanted avec 2Pac.

### Chanteur
- Le rappeur français Stomy Bugsy s'appelle ainsi en référence à « Bugsy » Siegel.